# Rossocuore
Rossocuore è un album del 1999 di Pippo Pollina.

## Tracce
1. Finnegan's wake – 3:51
2. Cent'anni di solitudine – 4:05
3. La luna e i falò – 3:59
4. Due di due – 4:26
5. I fiori del male – 4:02
6. Prima che vi uccidano – 3:57
7. Alla ricerca del tempo perduto – 2:21
8. L'anima ombrosa del mio verbo – 5:08
9. Sotto la ruota – 3:21
10. I ragazzi della via Paal – 3:49
11. Lettera di un condannato a morte – 4:03
12. Il vecchio e il mare – 4:04
13. Ciao ciao bambina – 3:55

## Crediti
- Testi e musiche: Pippo Pollina
- Arrangiamenti degli archi: Peter George Rebeiz e Matt Clifford
- Direzione orchestra: Matt Clifford
- Registrazione e mixer: Patrick Muller negli studi Balik Farm GmbH Ebersol (CH)
- Franco Battiato: voce in "Finnegan's wake"
- Nada: voce in "I fiori del male"